# Filipe Machado
Filipe José Machado (* 13. März 1984 in Gravataí; † 28. November 2016 in der Nähe von La Unión, Departamento de Antioquia, Kolumbien) war ein brasilianischer Fußballspieler.

## Sportlicher Werdegang
Machado durchlief als Jugendspieler die Mannschaften des SC Internacional aus Porto Alegre, debütierte letztlich jedoch 2004 als Leihspieler für Fluminense FC in Rio de Janeiro im Erwachsenenbereich. Nach einer weiteren Leihe zu CE Bento Gonçalves schloss er sich im Sommer 2006 dem spanischen Klub FC Pontevedra in der drittklassigen Segunda División B an. Als Stammspieler trug er zur Meisterschaft in der Drittligastaffel bei, mit dem Klub scheiterte er jedoch am FC Córdoba in den Aufstiegsspielen zur zweitklassigen Segunda División. Daraufhin wechselte er in die bulgarische A Grupa zum Vizemeister ZSKA Sofia, mit dem er in der ersten Spielzeit im osteuropäischen Land den Meistertitel gewann. Aufgrund finanzieller Schwierigkeiten wurde dem Klub jedoch die Lizenz für die UEFA Champions League 2008/09 verweigert.
Ab 2009 wurde Machado zunehmend zum Wandervogel im internationalen Fußball. Zunächst wechselte er zum italienischen Klub US Salernitana in die Serie B, wurde jedoch nach nur einem halben Jahr im Januar 2010 vom abstiegsgefährdeten Klub wieder abgegeben. Anschließend spielte er ein Jahr bei İnter Baku, der zwar im Sommer 2010 den Meistertitel gewann, Trainer Kachaber Zchadadse hatte ihn jedoch lediglich zweimal als Einwechselspieler eingesetzt. Auch in der Hinserie der folgenden Spielzeit war er nur unregelmäßig eingesetzt worden, so dass er im Wintertransferfenster zu al-Dhafra in die Vereinigten Arabischen Emirate weiterzog.
Im Sommer 2011 kehrte Machado nach Brasilien zurück, wechselte jedoch erneut regelmäßig den Verein: Nach Duque de Caxias FC als erster Station spielte er 2012 für Resende FC und Guaratinguetá Futebol. Noch im selben Jahr wechselte er wieder in die Vereinigten Arabischen Emirate und schloss sich Al-Fujairah SC an. 2014 kehrte er abermals nach Brasilien zurück und ging zu Macaé Esporte FC, wo er im Laufe des Jahres die Série C gewann. Nach einem erneuten Auslandsaufenthalt beim iranischen Klub Saba Qom kam er im Sommer 2016 zu Chapecoense. Nachdem sich die Mannschaft erstmals in der Serie A halten konnte, hatte sie sich für die Copa Sudamericana 2016 qualifiziert und hierfür Verstärkung eingekauft. Er spielte in 16 Meisterschaftsspielen für den Klub, parallel erreichte er mit der Mannschaft das Endspiel um den Kontinentalwettbewerb.
Am 28. November 2016 kam Machado bei der Anreise zum Finale des Kontinentalwettbewerbs ums Leben, als der LaMia-Flug 2933 kurz vor Erreichen des Zielortes Medellín abstürzte, wo das Endspiel angesetzt worden war. Neben ihm kamen 18 weitere Spieler des Klubs sowie 26 Funktionäre ums Leben. Am folgenden Tag wurde das Finale vom südamerikanischen Fußballverband CONMEBOL abgesagt. Am 2. Dezember 2016 erklärte der Conmebol den Klub  zum Sieger der Copa Sudamericana 2016.